# Dasyeulophus
Dasyeulophus is een geslacht van vliesvleugeligen uit de familie Eulophidae. De wetenschappelijke naam van dit geslacht is voor het eerst geldig gepubliceerd in 1993 door Schauff & LaSalle.

## Soorten
Het geslacht Dasyeulophus is monotypisch en omvat slechts de volgende soort:
- Dasyeulophus gelechiae (Miller, 1964)